# Metchum
Metchum är ett vattendrag i Kamerun. Det ligger i den västra delen av landet, 400 km nordväst om huvudstaden Yaoundé.